# LICONSA
Liconsa, S.A. de C.V. es una compañía paraestatal del gobierno mexicano dependiente de Secretaría de Agricultura y Desarrollo Rural. Fundada en 1944 como parte de los programas de abasto social, su función es industrializar y comercializar leche de calidad óptima a precios accesibles para contribuir a la alimentación, nutrición, desarrollo físico y mejoramiento en la calidad de vida de las clases más necesitadas y/o vulnerables.
Creada bajo el gobierno del presidente Manuel Ávila Camacho bajo el nombre "Nacional Distribuidora y Reguladora, S. A. de C. V." (Nadyrsa) en 1944. Al año siguiente un grupo de empresarios; en aras de la necesidad de aumentar la oferta de leche en la Ciudad de México (en un inicio), constituyeron “Lechería Nacional, S. A. de C. V.” 
Para 1950, cambia su nombre a Compañía Exportadora e Importadora Mexicana, S. A. (CEIMSA), tomando las funciones de elaboración, distribución y venta de leche importada que se reconstituía en el país, asegurando que esta fuera de calidad y a precios accesibles para la población de escasos recursos.
Bajo el régimen del presidente Adolfo López Mateos, en 1961 se constituyó la Compañía Rehidratadora de Leche CEIMSA, S. A.; dos años después esta empresa cambió su denominación a Compañía Rehidratadora de Leche Conasupo, S. A.. Posteriormente, en 1972 se modificó bajo el nombre (de donde se basa su nombre actual) de "Leche Industrializada CONASUPO, S. A. de C. V." 
A partir de 1994 y al ser re-sectorizada dentro de la SEDESOL, cambió su denominación a la actual "Liconsa, S.A. de C.V.". Actualmente, es uno de los brazos operativos de Seguridad Alimentaria Mexicana (SEGALMEX) con sus 10 plantas industriales y 47 centros de acopio con capacidad diaria de captación de 1.5 millones de litros de leche. Además se encarga de comprar, industrializar, distribuir y vender leche de gran calidad y fortificada a bajo costo a más de 6 millones de mexicanos que habitan en más de 2 mil municipios. Liconsa, S.A. de C.V. llega a 6 grupos poblacionales: niños de 6 meses a 12 años de edad, adultos de 60 años de edad y más, mujeres y hombres entre 45 y 59 años de edad, adolescentes entre 13 y 15 años de edad, enfermos crónicos o personas con discapacidad y mujeres en periodo de gestación o lactancia.
La Leche Liconsa está fortificada con los principales elementos nutricionales de los que la mayoría de la población en situación vulnerable (especialmente niños y adultos mayores) carecen como son hierro, cinc, ácido fólico y vitaminas A, C, D, B2 y B12.
Estudios realizados por el Instituto Nacional de Salud Pública de México, muestran que niños que consumen Leche Fortificada Liconsa frecuentemente presentan menores tasas de anemia, déficit de hierro y desnutrición; crecen más y desarrollan más masa muscular; también muestran mayor capacidades físicas y mejoran su desarrollo mental.